# Jurij Brezan
Jurij Brezan je bio lužičkosrpski pisac koji je živio u Istočnoj Njemačkoj.

## Život i delo
Rođen je 09. 06. 1916 godine u Rekelvicu. Školu je završio u Budišinu. Studirao je Ekonomske politike. Poslije 1933. on je bio član tada ilegalne organizacije Domovina. Za vrijeme Drugog svetskog rata bio je u Nemačkoj vojsci. Godine 1944. je postao ratni zarobljenik. U periodu od 1945. do 1948, bio je omladinski funkcioner Domovine. Godine 1946, pridružio se Socijalističkoj stranci jedinstva. Poslije 1949. radio je kao slobodni pisac. Od 1969. do 1989. bio je potpredsjednik saveza pisaca Istočne Njemačke. Živio je u blizini svog rodnog mjesta do svoje smrti.

## Nagrade
- Nacionalna nagrada Istočne Njemačke (1951)
- Nacionalna nagrada Istočne Njemačke (1964)
- Nagrada za književnost i umetnost(1973)
- Orden Karla Marksa(1974)
- Nacionalna nagrada Istočne Njemačke (1976)
- Patriotski orden za zasluge(1981)

## Dela
- 52 Wochen sind ein Jahr (Roman, 1953)
- Christa (Pripovjetka, 1957)
- Der Gymnasiast (Roman, 1958)
- Borbas und die Rute Gottes (Pripovjetka, 1959)
- Semester der verlorenen Zeit (Roman, 1960)
- Mannesjahre (Roman, 1964)
- Der Elefant und die Pilze (Knjiga za djecu, 1964)
- Die Reise nach Krakau (1966)
- Die Abenteuer des Kater Mikosch (Knjiga za decu, 1967)
- Die Schwarze Mühle (Pripovjetke, 1968)
- Krabat oder Die Verwandlung der Welt (Roman, 1976)
- Der Brautschmuck (Pripovjetke, 1979)
- Bild des Vaters (Roman, 1983)
- Dalmat hat Ferien (Knjiga za decu, 1985)
- Wie das Lachen auf die Welt kam (Pripovjetke, 1986)
- Einsichten und Ansichten (1986)
- Geschichten vom Wasser (Pripovjetke, 1988)
- Mein Stück Zeit (Autobiografija, 1989)
- Bruder Baum und Schwester Lärche (1991)
- Das wunderschöne blaue Pferd (1991)
- Krabat oder Die Bewahrung der Welt (Roman, 1993)
- Rifko - aus dem Tagebuch eines Dackels (Knjiga za decu, 1994)
- Die Leute von Salow (Roman, 1997)
- Ohne Pass und Zoll (Autobiografija, 1999)
- Die grüne Eidechse (Roman, 2001)
- Hunds Tagebuch (Pripovjetka, 2001)